# Компрометация (криптография)
Компрометация в криптографии — факт доступа постороннего лица к защищаемой информации, а также подозрение на него. Чаще всего рассматривают компрометацию закрытого ключа, закрытого алгоритма, цифрового сертификата, учётных записей (паролей), абонентов или других защищаемых элементов, позволяющих удостоверить личность участника обмена информацией.

## Случаи компрометации
- Физическая утеря носителя информации
- Передача информации по открытым каналам связи
- Доступ постороннего лица в место физического хранения носителя информации, к устройству хранения информации, визуальный осмотр носителя информации посторонним лицом или подозрение, что данные факты имели место (срабатывание сигнализации, повреждение устройств контроля НСД (слепков печатей), повреждение замков, взлом учётной записи пользователя и т. п.)
- Скимминг и шимминг банковских карт
- Перехват информации вредоносным ПО
- Перехват (подслушивание) звуковой информации
- Перехват ключа при распределении ключей
- Перехват побочных электромагнитных излучений и наводок
- Перехват информации с электрических каналов утечки
- Сознательная передача информации постороннему лицу

и другие, в зависимости от вида носителя защищаемой информации и способов работы с ним.

## Действия при компрометации ключа
1. Скомпрометированный ключ сразу же выводится из действия, взамен него вводится запасной или новый ключ.
2. О компрометации немедленно оповещаются все участники обмена информацией. Ключ или сертификат вносятся в специальные списки, содержащие скомпрометированные ключи (стоп-листы, списки отзыва сертификатов и т. п.)

Ключевые системы с несколькими ключами могут быть устойчивы к одной или нескольким компрометациям.
Компрометация ключа может также привести к компрометации информации, передававшейся с использованием данного ключа.

## Уменьшение вероятности компрометации ключа и ущерба от компрометации
Чем дольше ключ находится в действии и чем интенсивнее он используется, тем больше вероятность того, что он будет скомпрометирован. При длительном пользовании одним и тем же ключом увеличивается также и потенциальный ущерб, который может быть нанесен в случае его компрометации. Одной из мер, направленных на уменьшение вероятности компрометации и ущерба от неё, является периодическая смена ключей.  